# زاوية السماح
زاوية السماح 
التسمية بزاوية السماح: جاءت تسمية هذه القرية بهذا الاسم نظرا لأنها تنحصر في رقعة جغرافية قليلة الانحراف نسبيا مع القرى الأخرى المحيطة بها مثل قرية القليل وزاوية سيدي عطية وخلفون ومؤمن. أيضا يضاف الي تسميتها بهذا الاسم تمتع أهلها بخصال السماحة والصفح والعادات الاجتماعية الراقية.

## الموقع الجغرافي
تعد زاوية السماح إحدى قرى مدينة مسلاتة غربا فهي تبعد عن القصبات مركز مدينة مسلاته 3300م. تبلغ المساحة الجغرافية للقرية بنحو 12 كم مربع يحدها من الشرق قرية بني ليث ومن الشمال قريتي القليل والجديد ومن الجنوب قريتي الفواتير والمهادي.
علي الأحداثيات التالية:
34.32.35 جنوبا
13.59.45 شرقا
تقريبا يبلغ عدد سكان قرية زاوية السماح 3200 فرد ينتمون الي عائلات العطاوة شعبة سعود وانبيه والعمور والصميدات والحسينات وقشقش والبكوش والزريقان}.

## الشخصيات البارزة
- الشيخ العيادي: فقيه ويؤرخ أنه أول من سكن القرية وأب لجميع العائلات.
- أ.د المكي سعود: خبير اقتصادي متخصص بالمحاسبة والمعلومات اشرف علي العديد من الندوات الدولية، أستاذ بالجامعات الليبية.
- أ.د العابد سعود: بروفسور هندسة إلكترونيات أستاذ بالجامعات الليبية، رئيس مجلس مسلاته المحلي.
- أ. بلعيد معمر فنير: إمام مسجد القرية مرشد وواعظ.
- أ.د ونيس فرج سعود: بروفسور حاسب الي واستاذ بالجامعات الأمريكية وخبير في شركة مايكروسوفت.
- بناصر بلعيد: أحد وجهاء القرية وعضو المجلس العسكري مسلاته

للقرية موقع الكتروني رسمي للاطلاع: 